# Terminologia mèdica
La terminologia mèdica és un vocabulari per descriure acuradament el cos humà i els seus components associats, condicions i processos d'una manera científica. Es fa servir en el camp de la medicina i de la infermeria. L'enfocament sistemàtic per construir les paraules de la terminologia mèdica i la seva comprensió està basada en els conceptes d':arrel, prefixs i sufixs.
La paraula és un terme derivat d'una llengua font com el grec o el llatí i normalment descriu una part del cos.
El prefix es pot afegir davant del terme per modificar l'arrel de la paraula per donar informació addicional sobre la localització de l'òrgan, el nombre de parts o el temps implicat.
Els sufixos s'uneixen al final de la paraula arrel per afegir significats com la condició, procés de la malaltia o procediment.
En el procés de crear termes mèdics s'apliquen certes regles del llenguatge dins la mecànica del llenguatge (lingüística).
Els prefixos normalment no requereixen modificació posterior a afegir a l'arrel de la paraula però en alguns hi ha el fenomen de l'assimilació i un in- pot canviar a im- o syn- a sim-.
Una regla de la formació de termes mèdics és que quan es fa servir més d'una part del cos per formar el terme mèdic, les arrels de les paraules individuals s'ajunten en la forma combinada usant per això la lletra -o-. Per exemple si hi ha una inflamació de l'estómac i intestins es forma amb gastro- (estómac) i enter-(intestins) + -itis (denota inflamació), gastroenteritis.

## Alguns exemples[1]
- Cefalàlgia: deriva de les paraules que en grec volen dir cap i dolor, en temes corrents es diu mal de cap
- Hiperglicèmia del grec, significa massa sucre (en la sang)
- Poliomielitis del grec, literament significa gris i medul·la